# Stazione di Harold Wood
La stazione di Harold Wood è una stazione ferroviaria della Great Eastern Main Line, situata nell'omonimo quartiere incluso nel borgo londinese di Havering.

## Movimento
L'impianto è servito dai treni in servizio sulla Elizabeth Line, gestiti da Transport for London.

## Interscambi
Nelle vicinanze della stazione effettuano fermata alcune linee urbane automobilistiche, gestite da London Buses.
- Fermata autobus
- Stazione taxi[3]